# Zaślaz mieszańcowy

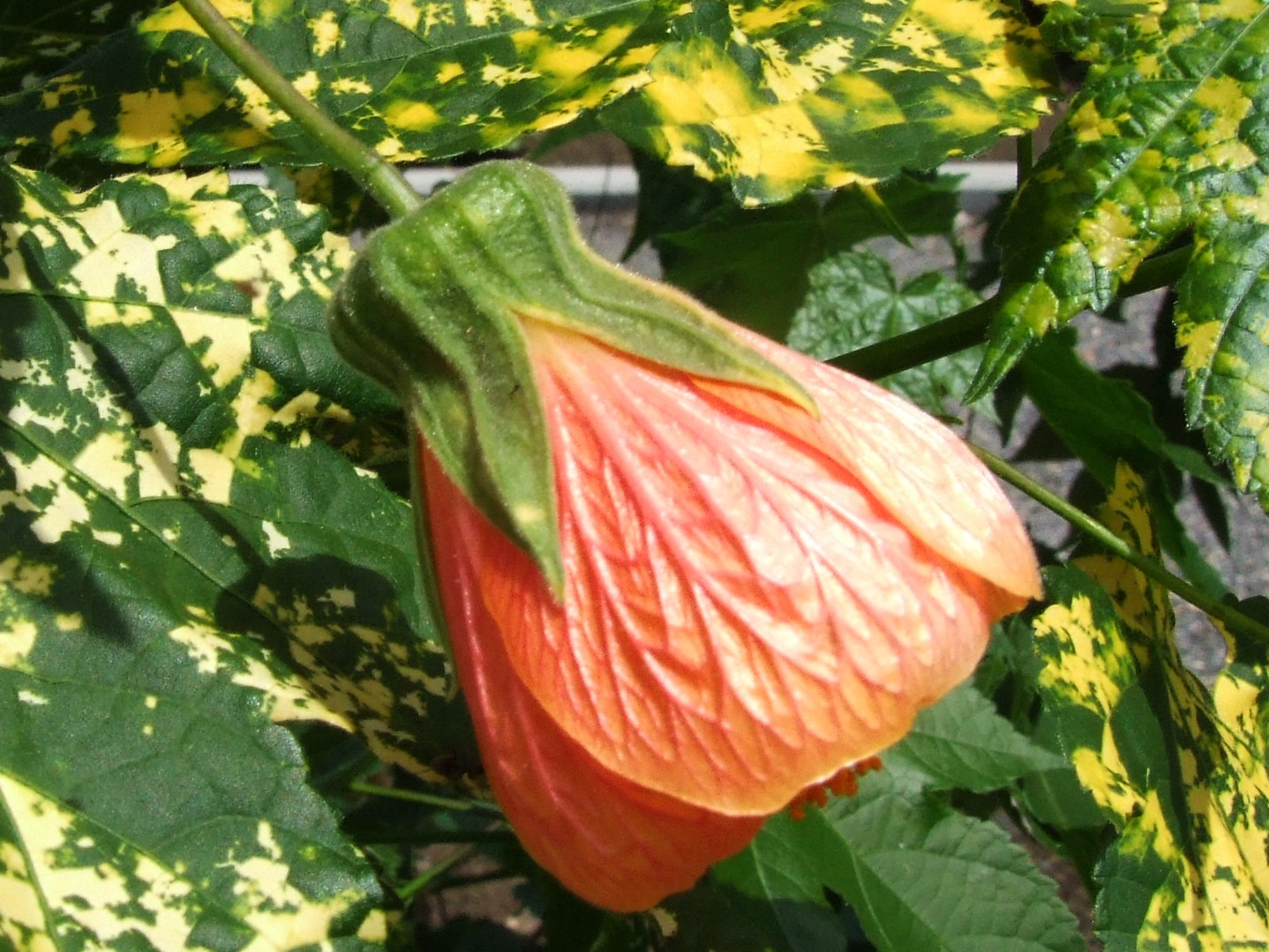
Odmiana o pomarańczowych kwiatach

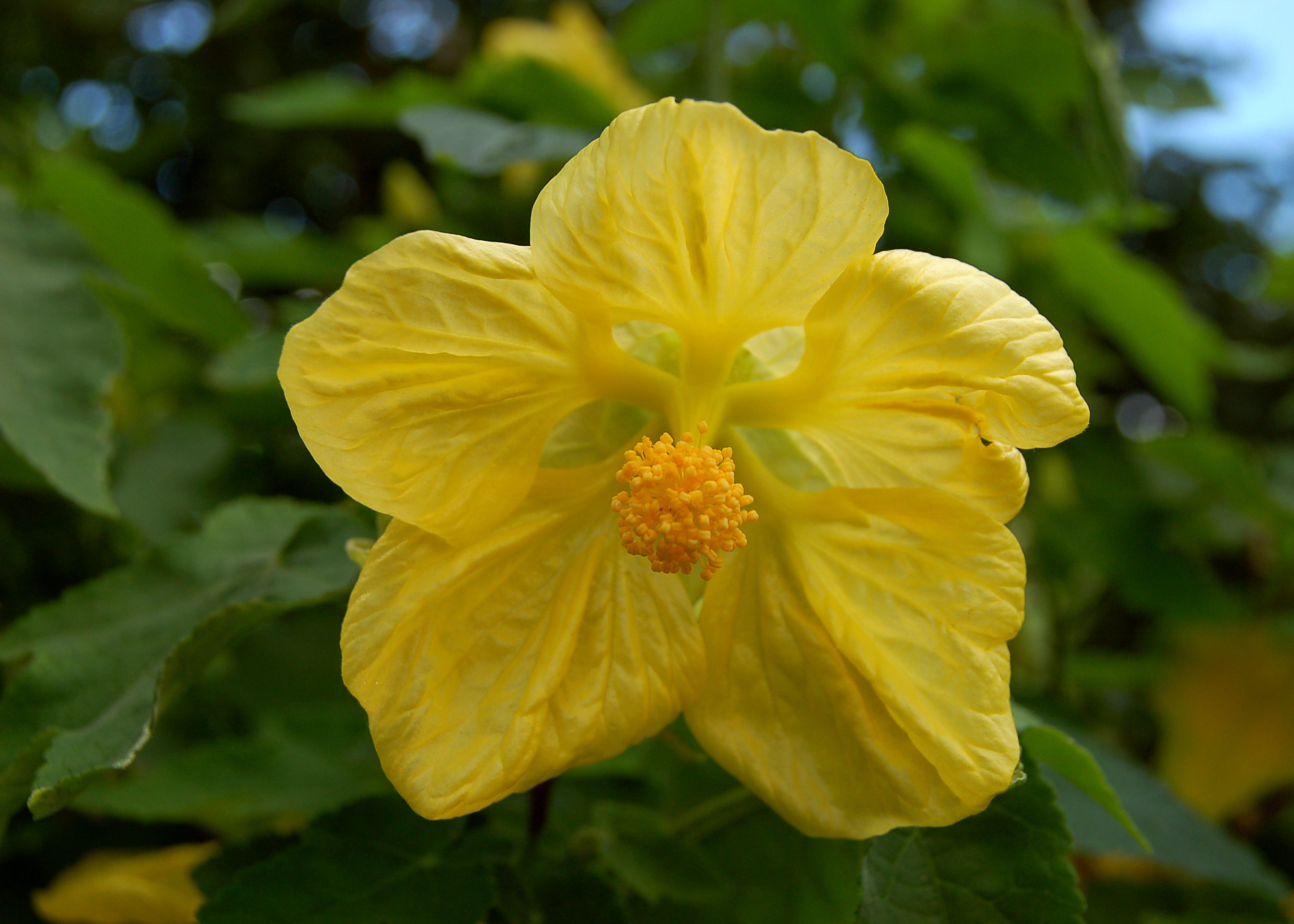
Odmiana o żółtych kwiatach

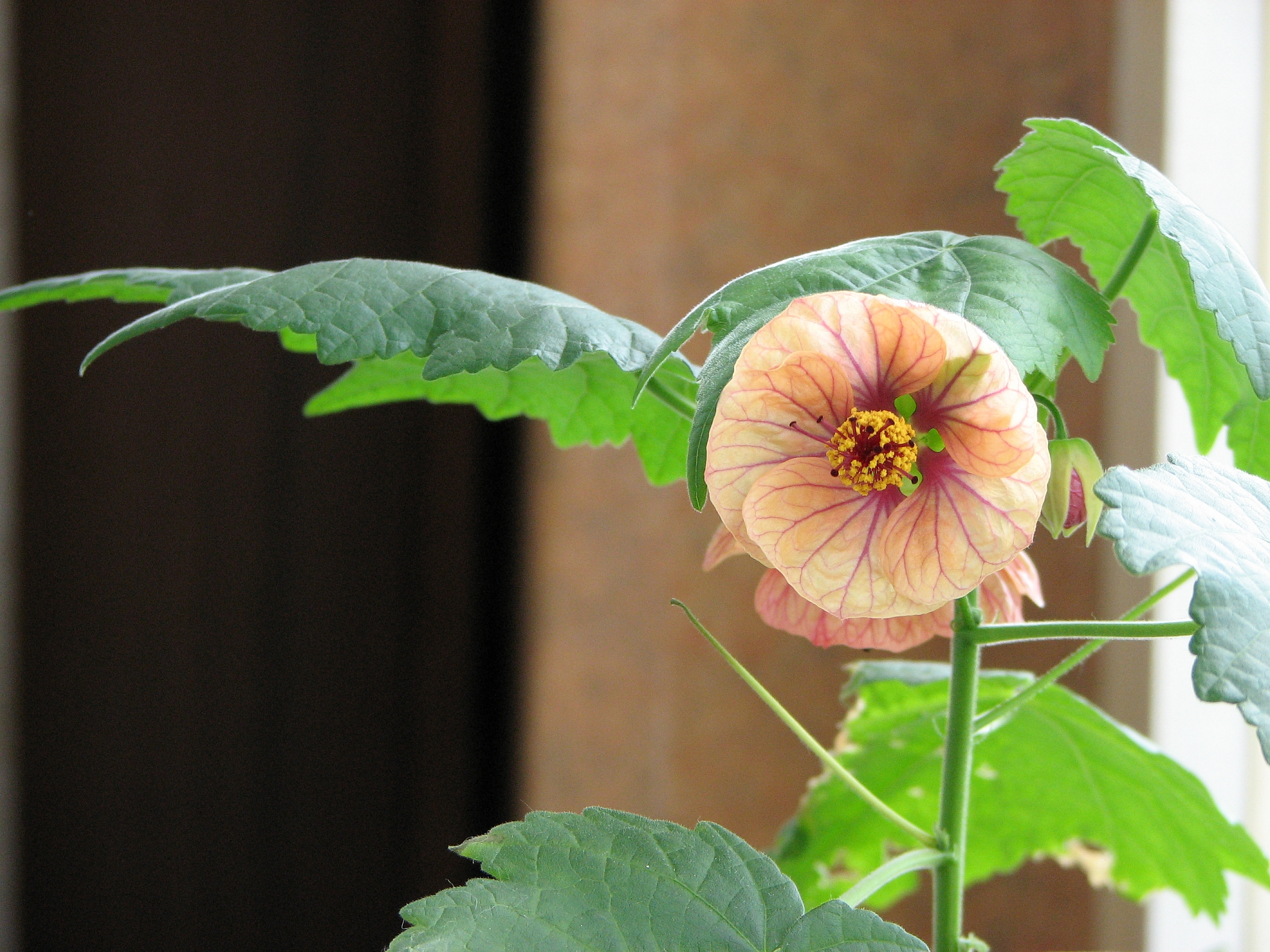

Zaślaz mieszańcowy (Abutilon × hybridum) – wyhodowany przez ogrodników mieszaniec różnych gatunków zaślazu z rodziny ślazowatych. Popularnie bywa nazywany klonikiem. Pochodzi z Ameryki Południowej. W Polsce jest uprawiany jako ozdobna roślina doniczkowa.

## Morfologia
PokrójKrzew lub nieduże drzewo. Dorasta do ok. 3 m wysokości.
LiścieDługoogonkowe, podobne kształtem do liści klonu, stąd jego nazwa klonik. Są ozdobne dzięki fantazyjnym plamom.
KwiatyDuże, mające kolor od białego poprzez żółty, różowy i pomarańczowy do ciemnoczerwonego.

## Biologia
Rośnie szybko, pędy wydłużają się ok. 20–30 cm rocznie. Kwitnie przez cały rok; zimą słabo, natomiast w lecie bardzo obficie. Odmiany o barwnych, pstrych liściach zawdzięczają swoje plamy wirusom w swoich komórkach. Roślina zainfekowana wirusami rośnie równie dobrze, jak niezainfekowana.

## Uprawa
WymaganiaPodłoże musi być próchniczne, by długo utrzymywało wilgoć. Najlepsza jest ziemia pochodząca z dobrze przekompostowanych liści wymieszanych z piaskiem. Na dnie doniczki należy wykonać drenaż. Od wiosny do jesieni dobrze rośnie w temperaturze pokojowej. Zimą natomiast najlepiej byłoby trzymać go w temp. ok. 15 °C, gdyż przy wyższej temp. i suchym powietrzu traci liście. Wymaga systematycznego podlewania, nawet krótkotrwałe przeschnięcie ziemi powoduje więdnięcie liści. Zimą wymaga stałego nawilżania liści. Wymaga pełnego oświetlenia – tylko wówczas liście są ładnie wybarwione i roślina obficie kwitnie.
PielęgnacjaLatem należy roślinę wynosić na balkon lub do ogródka, ale na miejsce osłonięte od wiatru. Należy często ją nawozić, najlepiej nawozami organicznymi. W związku z szybkim wzrostem wymaga dość częstego przesadzania do większych doniczek; raz, lub dwa razy w ciągu roku. Aby zapewnić roślinie ładny, gęsty wygląd, należy ją silnie przycinać, co spowoduje jej rozkrzewienie się. Można ją prowadzić również w formie piennej, z koroną przycinaną w kulę, jak drzewa w parkach miejskich.
RozmnażaniePoprzez nasiona lub sadzonki pędowe, które pobiera się wiosną i latem. Ukorzeniają się one bardzo szybko. Ponieważ jednak ich liście łatwo więdną, należy sadzonki przetrzymywać pod osłoną (np. foliową). Ziemia musi mieć stałą wilgotność, nawet krótkotrwałe jej przeschnięcie powoduje więdnięcie liści. Sadzonki przesadzamy do doniczki po 2-3 tygodniach.

## Szkodniki i choroby
- mszyce: zwalczamy je odpowiednim środkiem owadobójczym
- mączliki. Są to białe, drobne muszki obsiadające dolną stronę liści i wzlatujące przy poruszeniu rośliny. Można roślinę wynieść na zewnątrz i wypędzić je spryskiwaczem wody, ewentualnie spryskać roślinę środkiem owadobójczym.
- wełnowce. Objawami ich występowania jest biała, lepka substancja na łodydze i w kątach liści, a roślina przestaje rosnąć. Usuwamy je patyczkiem, miejsca jego występowania przecieramy denaturatem.
- przędziorki. Bardzo drobne roztocze (ok. 0,2 mm)występujące głównie na spodniej stronie liści. Powodują żółknięcie liści, zasychanie końców i podwijanie się brzegów. Zwalcza się je środkami roztoczobójczymi.